# Grup SM
El Grup SM és una editorial espanyola de llibres de text i de literatura infantil i juvenil, amb forta presència a Iberoamèrica. L'empresa matriu, Edicions SM, fou fundada pels religiosos marianistes d'Espanya als anys 40. El 1977, amb la idea de tornar a la societat els beneficis empresarials de l'editorial, es constituí la Fundació Santa Maria, propietària a partir d'aquell moment d'Edicions SM. Des d'aquella data, els beneficis empresarials es van destinar als diferents programes culturals i educatius de la Fundació.
El 2006, el Grup SM tingué unes vendes de 174 milions d'euros, un creixement del 4%, 13 milions d'exemplars produïts i una plantilla de 1.385 treballadors.
Formen part del grup l'Editorial Cruïlla, Ediciones SM, Acento i PPC.
Actualment el Grup SM és un grup independent amb una forta presència a Amèrica Llatina i que ocupa una posició de lideratge en la indústria del llibre de text i de la literatura infantil i juvenil. Actualment té presència a 9 països: Argentina, Brasil, Chile, Colombia, Espanya, Mèxic, Perú, Puerto Rico i República Dominicana. El grup està integrat per diverses empreses, dedicades a l'exportació, l'adaptació de projectes a plans educatius nacionals, coedicions internacionals, cessió de drets d'edició i al treball de les seus a diferents països.